# Malevízi
Malevízi (grec moderne : Μαλεβίζι) est un dème situé dans la périphérie de la Crète en Grèce. Le dème actuel est issu de la fusion en 2011 entre les dèmes de Gázi, de Krousónas et de Tylissos.

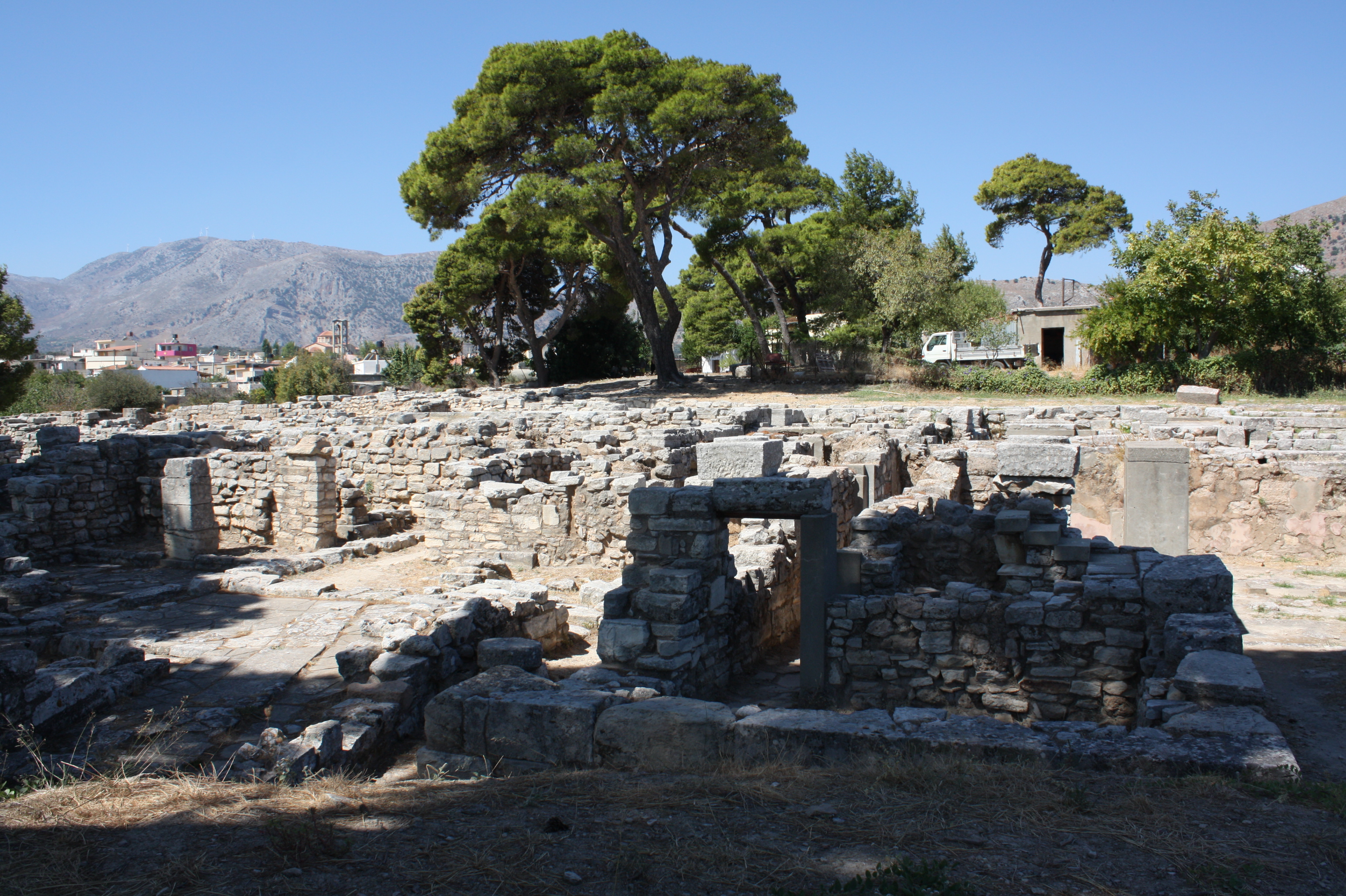
Ruines de la ville de Tílissos

Son siège est la localité de Gázi.